# Comité olympique du Kosovo
Le Comité olympique du Kosovo est le comité national olympique représentant le Kosovo. Officiellement créé en 1992, il a été reconnu par le Comité international olympique le 9 décembre 2014, lors de sa 127e session. Il a dès lors rejoint les Comités olympiques européens et devient son 50e membre.
Faisant partie du mouvement olympique, le Kosovo a pour la première fois pris part à une compétition issue du mouvement olympiques lors des Jeux européens de 2015 à Bakou durant lesquels le pays obtient sa première médaille internationale, avec le bronze de Nora Gjakova en judo féminin. Il participe la même année au Festival olympique de la jeunesse européenne 2015 à Tbilissi.
Le Kosovo participe pour la première fois aux Jeux olympiques lors des Jeux d'été 2016 à Rio de Janeiro, durant lesquels le pays obtient sa première médaille d'or olympique avec Majlinda Kelmendi en judo féminin.